# Tecnología ambiental

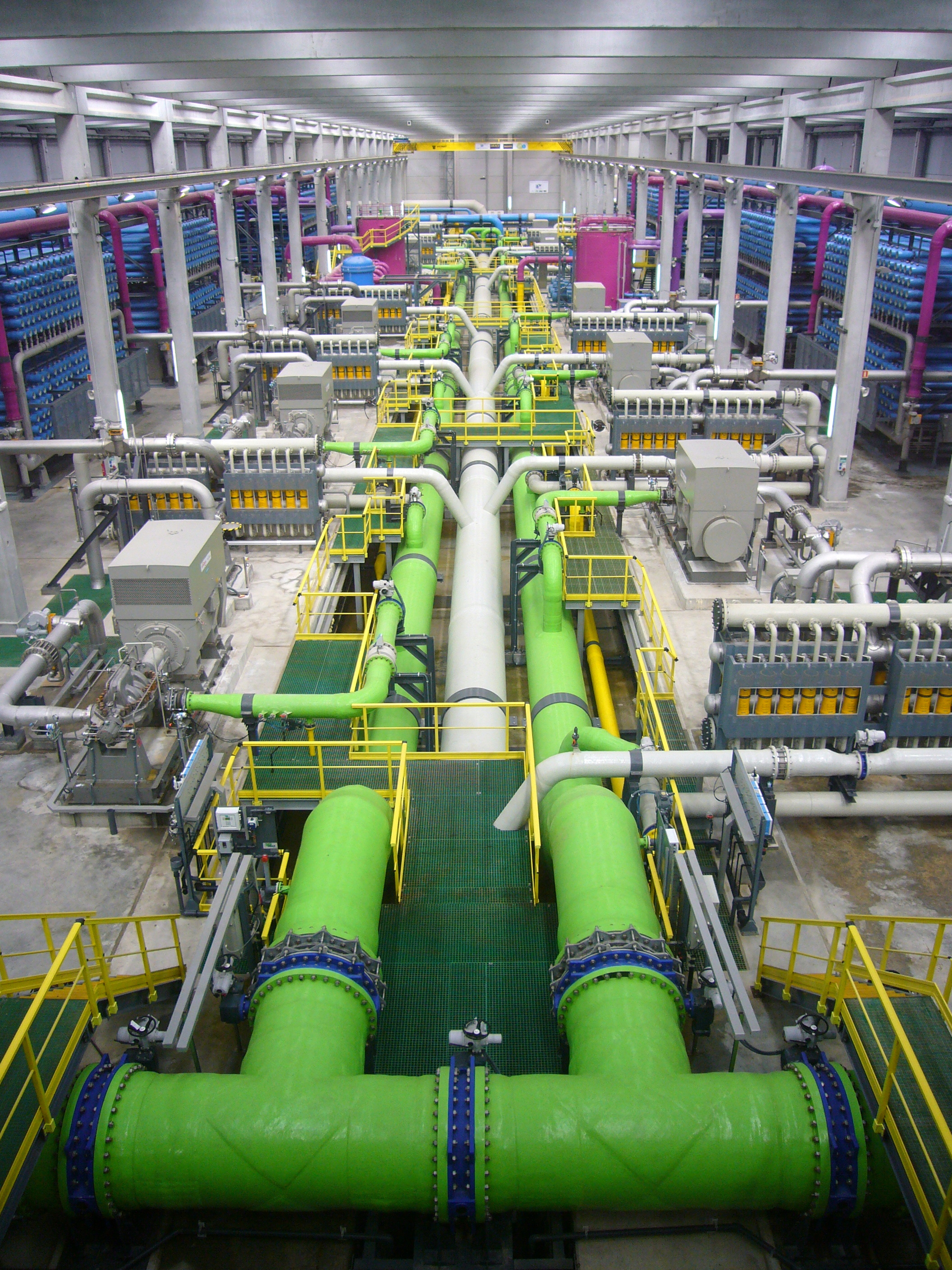
Planta desalinizadora de ósmosis inversa.

La tecnología ambiental, tecnología verde o tecnología limpia es aquella que se utiliza sin dañar el medio ambiente, la aplicación de la ciencia ambiental para conservar el ambiente natural y los recursos, y frenar los impactos negativos de la involucración humana. El desarrollo sostenible es el núcleo de las tecnologías ambientales. Cuando se aplica el desarrollo sostenible como solución para asuntos ambientales, las soluciones tienen que ser socialmente equitativas, económicamente viables, y ambientalmente seguras.

## Tecnologías relacionadas
Algunas tecnologías ambientales que mantienen el desarrollo sostenible son: el reciclaje, purificación del agua, tratamiento de aguas residuales, mejoras ambientales, tratamiento de gases, manejo de desechos sólidos, y energía renovable. Algunas tecnologías ayudan directamente a la conservación de energía, mientras que otras que ayudan al ambiente, reduciendo la cantidad de desechos producidos por actividades humanas, están emergiendo. Las fuentes de energía tales como la energía solar crean menos problemas para el ambiente que las fuentes tradicionales, tales como carbón y petróleo.
Los científicos continúan la búsqueda de alternativas de energía limpia para reemplazar nuestros métodos actuales de producción energética. Algunas tecnologías tales como la digestión anaeróbica producen energía renovable de desechos. La reducción global de gases de invernadero depende de la adopción de tecnologías de conservación de energía a niveles industriales, la generación de energía limpia y energía nuclear.
Eso incluye el uso de gasolina sin plomo, energía solar, y vehículos de combustible alternativo, incluidos los vehículos híbridos e híbridos eléctricos.La tecnología avanzada de motores eléctricos eficientes y rentables para promocionar su aplicación, tales como la máquina eléctrica con rotor embobinado, sin escobillas, doble alimentada y el módulo ahorrador de energía, pueden reducir la cantidad de dióxido de carbono y dióxido de azufre que en otros casos sería introducido a la atmósfera si se usa electricidad generada por combustibles fósiles. Greasestock, un evento anual en Yorktown Heights, New York, es una de las mayores exposiciones de tecnología ambiental de los Estados Unidos.

## Críticas
Algunos grupos grandes han criticado el concepto de tecnología ambiental. Desde su punto de vista, la tecnología se ve como un sistema en lugar de una herramienta física específica. Se debate que la tecnología requiere de la explotación del ambiente a través de la creación y extracción de recursos, energía oculta, y la explotación de personas a través de trabajo, especialización, y la división de trabajo. No existe ninguna forma neutral de tecnología, ya que las cosas son siempre creadas en un contexto específico, con metas y funciones específicas. De manera que la tecnología verde es rechazada como un intento de reformar este sistema de explotación, simplemente cambiándolo en la superficie para que parezca ambientalmente amigable a pesar de los niveles insostenibles de explotación humana y natural.